# Notre-Dame-du-Mont-Carmel
Notre-Dame-du-Mont-Carmel, también conocido antes como La Montagne, Mont-Carmel y Valmont, es un municipio perteneciente a la provincia de Quebec en Canadá. Es uno de los municipios pertenecientes al municipio regional de condado (MRC) de Les Chenaux en la región administrativa de Mauricie.

## Geografía

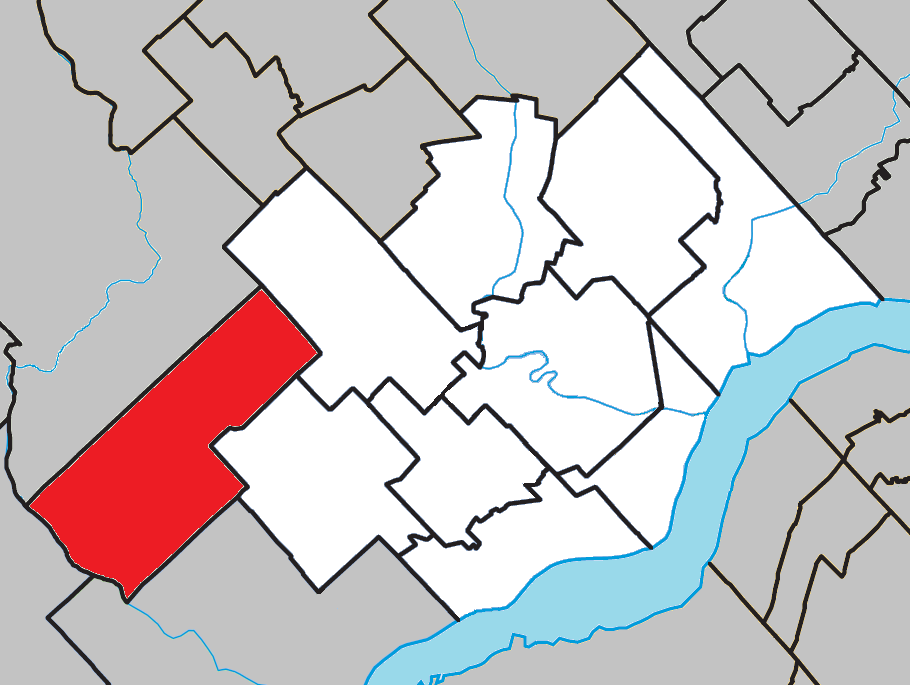
Ubicación de Notre-Dame-du-Mont-Carmel en Les Chenaux

Notre-Dame-du-Mont-Carmel se encuentra en la parte oeste del MRC de Les Chenaux, entre las dos aglomeraciones más pobladas de Mauricie, Trois-Rivières y Shawinigan. Limita al noreste con Saint-Narcisse, al este con Saint-Maurice,  al sureste con Trois-Rivières, al suroeste con el río Saint-Maurice y al noroeste con Shawinigan. En orilla opuesta del Saint-Maurice se encuentra Saint-Étienne-des-Grès. Su superficie total es de 130,59 km², de los cuales 128,77 km² son tierra firme.

## Urbanismo
La carretera 157 atraviesa el territorio y la aglomeración de Notre-Damedu-Mont-Carmel y la comunica a Trois-Rivières y Shawinigan. La localidad es accesible por la autopista 55 y el Parque La Gabelle.

## Historia
En 1767, los Jesuitas concedieron a Christophe Pélissier, director de Les forges du Saint-Maurice, terrenos por el Saint-Maurice en la ubicación actual de Notre-Dame-du-Mont-Carmel pero el desarrollo de la localidad empezó solamente en 1850, con la actividad forestal y minera. Este territorio era conocido como La Montagne (El Monte). La parroquia católica de Notre-Dame-de-Mont-Carmel fue instituida en 1858 y el municipio de parroquia año siguiente. La oficina de correos abierta en 1866 fue monbrada Valmont. En 1982, el municipio fue integrado al MRC de Centro de Mauricie y en 2002, cuando los municipios de este MRC fueron fusionados en la ciudad de Shawinigan, Notre-Dame-du-Mont-Carmel fue incluso en el nuevo MRC de Les Chenaux, que unió los municipios rurales del antiguo MRC de Francheville, el cual dejó de existir debito la fusión de algunos municipios urbanos con Trois-Rivières.

## Política
Notre-Dame-du-Mont-Carmel está incluso en el MRC de Les Chenaux. El consejo municipal está compuesto por seis consejeros representando seis distritos territoriales. El alcalde actual (2015) es Luc Dostaler, que sucedió a Pierre Bouchard en 2013.
|                                     | 2005-2009         | 2009-2013         | 2013-2017           |
| Alcalde                             | Pierre Bouchard   | Pierre Bouchard   | Luc Dostaler        |
| 1 - Notre-Dame                      | Luc Dostaler      | Luc Dostaler      | Jacques Trépanier   |
| 2 - Saint-Louis-Ouest               | Jean-Guy Mongrain | Jean-Guy Mongrain | Jean-Guy Mongrain   |
| 3 - Saint-Félix — Saint-Maurice     | René Dumas        | Réjean Pérusse    | Jean-Pierre Binette |
| 4 - Saint-Flavien — Rivière-du-Lard | Julie Régis       | Julie Régis       | Julie Régis         |
| 5 - Saint-Louis-Est                 | Michel Giguère    | Michel Giguère    | Daniel Duchemin     |
| 6 - Robitaille                      | Line Lecours      | Line Lecours      | Line Lecours        |

* Consejero al inicio del termo pero no al fin.  ** Consejero al fin del termo pero no al inicio.
El municipio está ubicado en la circunscripción electoral de Saint-Maurice a nivel provincial y de Saint-Maurice—Champlain a nivel federal.

## Demografía
Según el censo de Canadá de 2011, Notre-Dame-du-Mont-Carmel contaba con 2318 habitantes. La densidad de población estaba de 42,6 hab./km². Entre 2006 y 2011 hubo una adición de 336 habitantes (6,5 %). En 2011, el número total de inmuebles particulares era de 2318, de los que 2221 estaban ocupados por residentes habituales. Notre-Dame-du-Mont-Carmel es el municipio más poblado del MRC de Les Chenaux y quinto de la región de Mauricie.
Evolución de la población total, 1991-2015

## Economía
En siglo XIX, la explotación forestal y la extracción de hierro eran las principales actividades económicas. Ahora, como estos recursos son agotados, la casa y la pesca son las actividades en la parte rural del territorio.